# Mezzogiorno vero

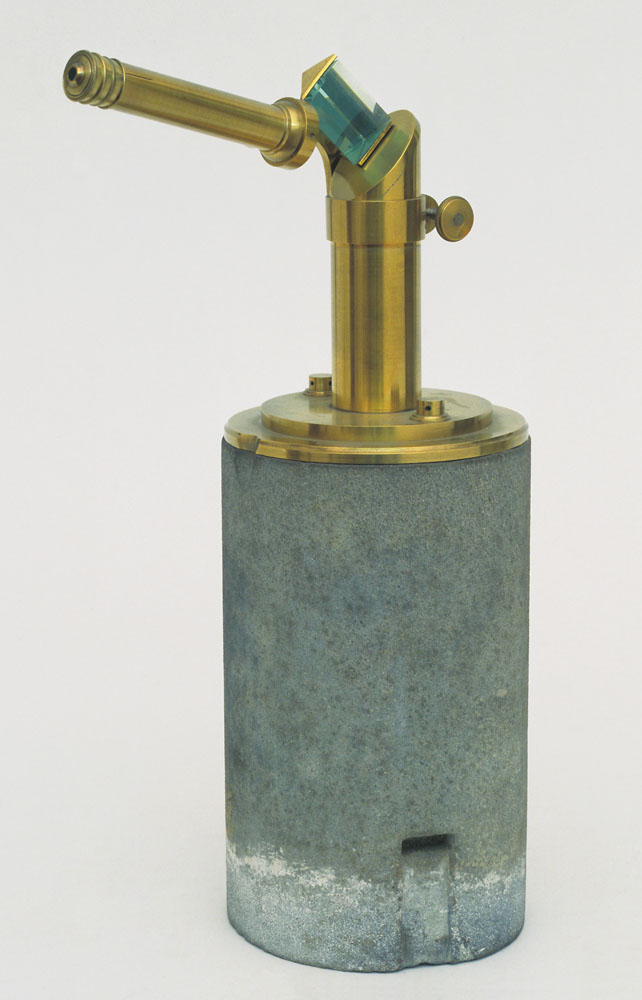
La meridiana iconantidiptica progettata da Giovanni Battista Amici serve a determinare il mezzogiorno vero.

Il mezzogiorno vero è l'istante in cui il Sole, nel suo moto apparente, attraversa il meridiano locale (culminazione superiore) ed è il vero mezzogiorno, detto anche solare o astronomico. Quest'ultimo è definito come intersezione della sfera celeste con il piano verticale che passa per il luogo e i punti cardinali nord e sud.